# VV 70 Meiningen

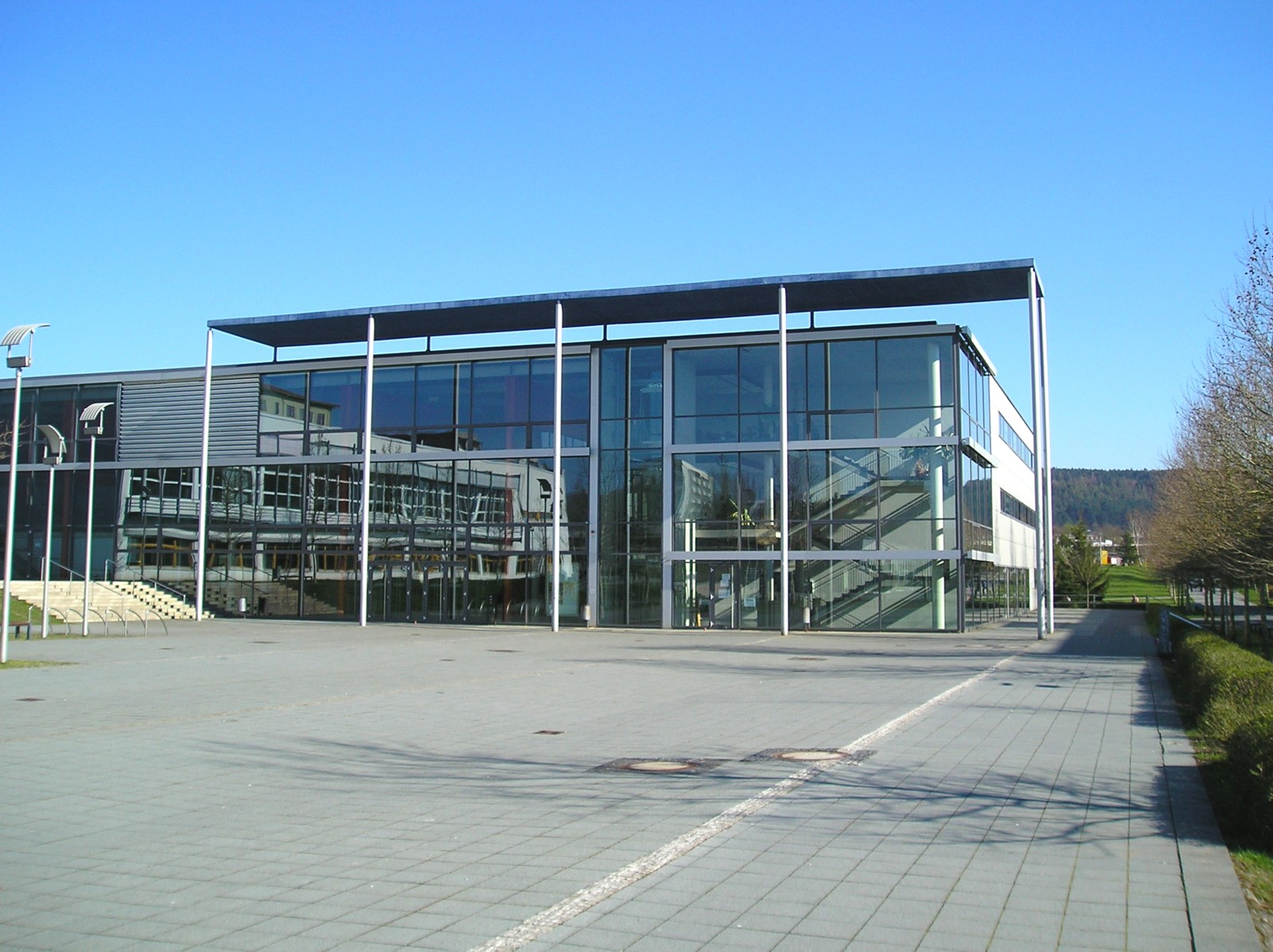
Heimspielstätte Multihalle Meiningen

Der VV70 Meiningen ist ein Volleyballverein in der südthüringischen Kreisstadt Meiningen mit drei Frauenmannschaften, einer Herrenmannschaft, sechs Jugendmannschaften und zwei Teams im Breitensport (Stand 2025). Die 1. Frauenmannschaft (Nickname: „Werranixen“) spielte in der Saison 2012/13 in der 3. Liga Ost.
Die 1. Frauenmannschaft wurde 2010 Thüringenmeister. Sie spielte anschließend in der Regionalliga Ost, wo sie in der Saison 2011/12 den 2. Platz belegte und somit den Aufstieg in die neu gegründete 3. Liga schaffte. 2013 zog sich die Mannschaft wegen tiefgreifenden Personalveränderungen freiwillig aus der 3. Liga zurück und spielte seitdem in der viertklassigen Regionalliga Ost. Obwohl man leistungsmäßig in der Regionalliga sehr gut bestand, zog sich der VV70 Meiningen aus familiären und beruflichen Gründen vor der Saison 2020/21 vorerst aus der Regionalliga zurück. Pandemiebedingt nahm man erst 2021 in der nächsttieferen Liga, der fünftklassigen Thüringenliga, den Spielbetrieb wieder auf. Hier offenbarte sich ein gravierender Leistungsunterschied. Die Damen des VV70 Meiningen wurden 2022 und 2023 jeweils ohne Niederlage Thüringer Landesmeister, verzichteten aber beide Male auf den Wiederaufstieg in die Regionalliga. In der Saison 2023/24 errangen sie bei nur einer Niederlage wieder den Landesmeistertitel.

## 1. Frauenmannschaft
Der Kader für die Saison 2012/13 in der 3. Liga bestand aus vierzehn Spielerinnen, alle mit deutscher Nation. Athletik-Trainer war Günter Fleischmann. Ihm zur Seite standen die Co-Trainer Christoph Schreiber, Dirk Stübig sowie der Teammanager Tim Toyza und der Teamscout Bastian Holland-Moritz. Nachwuchstrainer war Mario Röhrig.
| Name                   | Nr. | Nation      | Größe  | Geburtsdatum  | Position |
| ---------------------- | --- | ----------- | ------ | ------------- | -------- |
| Bettina Koch           | 1   | Deutschland | 1,83 m | 24. Nov. 1991 | MB       |
| Anne Wittig            | 2   | Deutschland | 1,76 m | 23. Aug. 1980 | U        |
| Anna Störmer           | 3   | Deutschland | 1,70 m | 19. Feb. 1989 | Z        |
| Kerstin Becker         | 4   | Deutschland |        | 29. Sep. 1973 | AA       |
| Claudia Wagner         | 5   | Deutschland | 1,80 m | 16. März 1981 | MB       |
| Theresa Klessen        | 6   | Deutschland | 1,72 m | 12. Feb. 1985 | L        |
| Juliane Schmidt        | 7   | Deutschland | 1,70 m | 10. Nov. 1985 | Z        |
| Claudia Holland-Moritz | 8   | Deutschland | 1,71 m | 23. Jan. 1981 | D        |
| Ilka Erdmann           | 9   | Deutschland | 1,82 m | 11. Feb. 1982 | MB       |
| Anja Ender             | 10  | Deutschland | 1,75 m | 17. Dez. 1973 | MB       |
| Theresa von Waldenfels | 11  | Deutschland | 1,82 m | 28. Okt. 1994 | AA       |
| Jennifer Seelig        | 13  | Deutschland | 1,74 m | 24. Aug. 1990 | AA       |
| Ulrike Mäder           | 14  | Deutschland | 1,66 m | 19. Feb. 1981 | L        |
| Yvonne Türpitz         | 15  | Deutschland | 1,75 m | 22. Sep. 1986 | AA       |

Positionen: AA = Annahme/Außen, D = Diagonal, L = Libero, MB = Mittelblock, U = Universal, Z = Zuspiel
Kader der Saison 2023/24
Spielerinnen: Katrin Bastam (Nr. 17, DE), Frauke Becker (5, DE), Beate Brabetz (2, DE), Anja Ender (10, DE), Ilka Erdmann (9, DE), Anika Heymel (12, DE), Susan Ilgen (6, DE), Miloslava Lauerova (13, CZ), Ulrike Mäder (1, DE), Anna Störmer (3, DE), Sophie Tauchert (8, DE), Anne Wilhelm (4, DE). Trainer: Christoph Schreiber, Anna Störmer.
| Saison  | Platz | Liga             | Bemerkung                                                    |
| ------- | ----- | ---------------- | ------------------------------------------------------------ |
| 2009/10 | 1     | Thüringenliga    | Landesmeister, Aufstieg in die Regionalliga                  |
| 2010/11 | 8     | Regionalliga Ost |                                                              |
| 2011/12 | 3     | Regionalliga Ost | Aufstieg in die 3. Liga                                      |
| 2012/13 | 8     | 3. Liga Ost      | Anschließend Rückzug in die Regionalliga                     |
| 2013/14 | 5     | Regionalliga Ost |                                                              |
| 2014/15 | 6     | Regionalliga Ost |                                                              |
| 2015/16 | 4     | Regionalliga Ost |                                                              |
| 2016/17 | 4     | Regionalliga Ost |                                                              |
| 2017/18 | 3     | Regionalliga Ost |                                                              |
| 2018/19 | 6     | Regionalliga Ost |                                                              |
| 2019/20 | 7     | Regionalliga Ost | Saisonabbruch nach 16 Spieltagen                             |
| 2020/21 | –     | Regionalliga Ost | kein Spielbetrieb, freiwilliger Rückzug in die Thüringenliga |
| 2021/22 | 1     | Thüringenliga    | Landesmeister (ungeschlagen, Verzicht auf Aufstieg)          |
| 2022/23 | 1     | Thüringenliga    | Landesmeister (ungeschlagen, Verzicht auf Aufstieg)          |
| 2023/24 | 1     | Thüringenliga    | Landesmeister (1 Niederlage, Verzicht auf Aufstieg)          |
| 2024/25 | 3     | Thüringenliga    | 3. Platz mit Einbau vieler neuer Talente der U16 und U18     |
| 2025/26 | ?     | Thüringenliga    |                                                              |

## 2. und 3. Frauenmannschaft
Die 2. und 3. Frauenmannschaft spielen seit 2022 in der Bezirksliga Süd-West.
- 2. Mannschaft: Saison 2022/23 Platz 3, Saison 2023/24 Platz 2, Saison 24/25 Platz 7
- 3. Mannschaft: Saison 2022/23 Platz 4, Saison 2023/24 Platz 1 (Aufstieg in die Verbandsliga), Saison 24/25 Platz 2 in der Verbandsliga (Rückzug in Bezirksliga Südost wegen Neuaufbau Team mit U16 und U18 Talenten)

## Herrenmannschaft
Neuaufbau im Jahr 2022 der Herrenabteilung nach langer Pause im männlichen Bereich.
| Saison           | Platz | Liga              | Bemerkung                                         |
| ---------------- | ----- | ----------------- | ------------------------------------------------- |
| 2001/02          | 1     | Thüringenliga     | Landesmeister, Aufstieg in die Regionalliga       |
| 2002/03          | 10    | Regionalliga Ost  | Abstieg in die Thüringenliga                      |
| 2003/04          | ?     | Thüringenliga     | letzte Saison vor Auflösung des Herrenbereichs    |
| „19 Jahre Pause“ | -     | -                 | 19 Jahre kein aktiver Herren-Volleyball beim VV70 |
| 2022/23          | 1     | Kreisklasse       | Kreismeister (Aufstieg)                           |
| 2023/24          | 4     | Bezirksliga SO/SW | -                                                 |
| 2024/25          | 1     | Bezirksliga SO    | 1. Platz und Aufstieg in die Verbandsliga         |
| 2025/26          | ?     | Verbandsliga      |                                                   |

## Jugendmannschaften
Die Jugendmannschaften U16m (Landesmeister 2023/24), U16w, U15w und U12 spielen im Landesspielbetrieb.
Die männliche Jugend U16 erreichte bei der Deutschen Meisterschaft 2023/24 in Wiesbaden bei 16 teilnehmenden Mannschaften das Viertelfinale und errang mit einem Sieg gegen den Schweriner SC den 7. Platz.
Die männliche Jugend U12 erreichte bei der Thüringenmeisterschaft 2024/25 einen hervorragenden 2. Platz, qualifizierte sich für die East-Kids-Masters in Berlin (Ostdeutsche Meisterschaften) und errang dort einen 11. Platz.

## Breitensport
Die Breitensportteams spielen im Kreisverband Süd-West.
- Mixed
  - 1. Mannschaft: Saison 2022/23 = Platz 5, Saison 2023/24 = Platz 4
  - 2. Mannschaft: Saison 2023/24 = Platz 1
- Herren: Saison 2022/23 = Platz 1, Saison 2023/24 = Platz 1

## Spielstätte
Die Volleyball-Heimspiele werden in der Multihalle in Meininger Stadtteil Jerusalem ausgetragen. Ausweichspielstätte ist die Dreifelderhalle „Am Drachenberg“ in Meiningen-Ost.